# Zeche Jutermann-Stolln
Die Zeche Jutermann-Stolln im Sprockhöveler Stadtteil Obersprockhövel ist ein ehemaliges Steinkohlenbergwerk. Das Bergwerk war auch bekannt unter den Namen Zeche Juttermanns-Stolln und Zeche Judermanns-Stolln. Irrtümlich wird das Bergwerk in der Literatur auch als „Zeche Intermann-Stolln“ bezeichnet.

## Bergwerksgeschichte
Im Oktober des Jahres 1637 erfolgte die Verleihung des Grubenfeldes an Cordt Stock. Nach der Verleihung wurde ein Stollen angelegt. Das Stollenmundloch befand sich am Kreftling-Weiershaus-Bach. Im Jahr 1641 war die Stollenauffahrung zunächst beendet. Der Stollen hatte zu diesem Zeitpunkt eine Länge von 300 Metern. Im Jahr 1644 wurde der Stollen vermessen. Im Jahr 1704 spielte der Stollen sowohl über als auch unter der Stollensohle eine wesentliche Rolle. Grund war die am 18. Mai desselben Jahres festgelegte Abgrenzung der Abbauinteressen zwischen den Gewerken Stock und Scherenberg, welche ursprünglich getrennt belehnt worden waren. Ob im Jutermann-Stolln zu dieser Zeit eigener Abbau stattgefunden hat, ist nicht bekannt. Im Jahr 1789 wurde die Zeche Jutermann-Stolln in der Niemeyerschen Karte aufgeführt. Zu diesem Zeitpunkt hatte der Stollen bereits eine Länge von 600 Metern. Das Stollenort befand etwa sich westlich des Anwesens Wiggert. Etwa um das Jahr 1830 war die Zeche Jutermann-Stolln noch in der Niemeyerschen Karte aufgeführt, danach fehlen weitere Angaben.